# Víctor Ferreira
Víctor Ramón Ferreira Barrios (Pedro Juan Caballero, 9 de mayo de 1986) es un exfutbolista y actual técnico deportivo del Club Salto del Guaira .

## Clubes

### Como jugador
| Club                 | País      | Año       |
| -------------------- | --------- | --------- |
| Cerro Porteño        | Paraguay  | 2007-2008 |
| Godoy Cruz           | Argentina | 2008      |
| Cerro Porteño        | Paraguay  | 2009      |
| Guaraní              | Paraguay  | 2010      |
| Cerro Porteño        | Paraguay  | 2010      |
| Sol de América       | Paraguay  | 2011      |
| Caracas F. C.        | Venezuela | 2012      |
| Unión La Calera      | Chile     | 2012      |
| Real Garcilaso       | Perú      | 2013-2014 |
| Ayacucho F. C.       | Perú      | 2015      |
| Sport Huancayo       | Perú      | 2016      |
| Deportivo Binacional | Perú      | 2018      |
| General Díaz         | Paraguay  | 2019      |

## Como entrenador
| Club                | País     | Año       |
| ------------------- | -------- | --------- |
| General Díaz        | Paraguay | 2021      |
| Cristóbal Colón JAS | Paraguay | 2021-2024 |

|Club Salto del Guaira
| Paraguay
|2024-presente
|}

## Palmarés

### Campeonatos nacionales
| Título          | Club          | País     | Año  |
| --------------- | ------------- | -------- | ---- |
| Torneo Clausura | Cerro Porteño | Paraguay | 2006 |
| Torneo Apertura | Cerro Porteño | Paraguay | 2009 |

|-
|Torneo Apertura
|Club Guarani
| Paraguay
|2010
|}